# 希沙瓦省

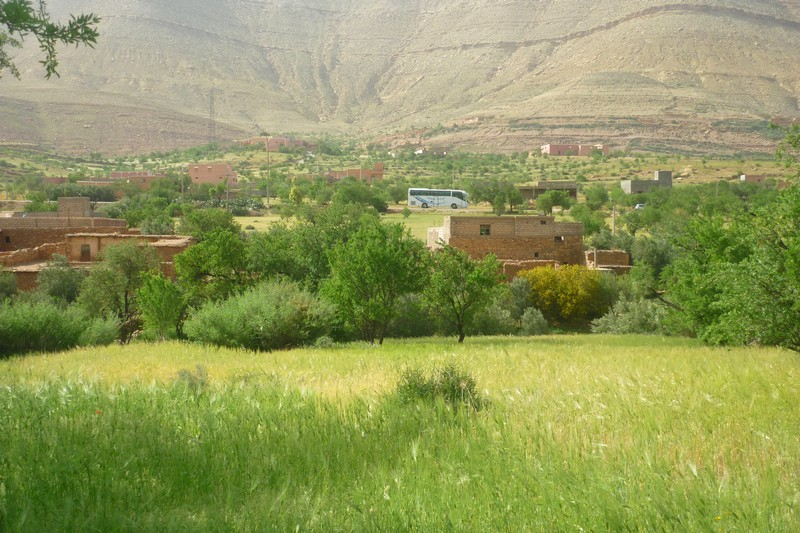

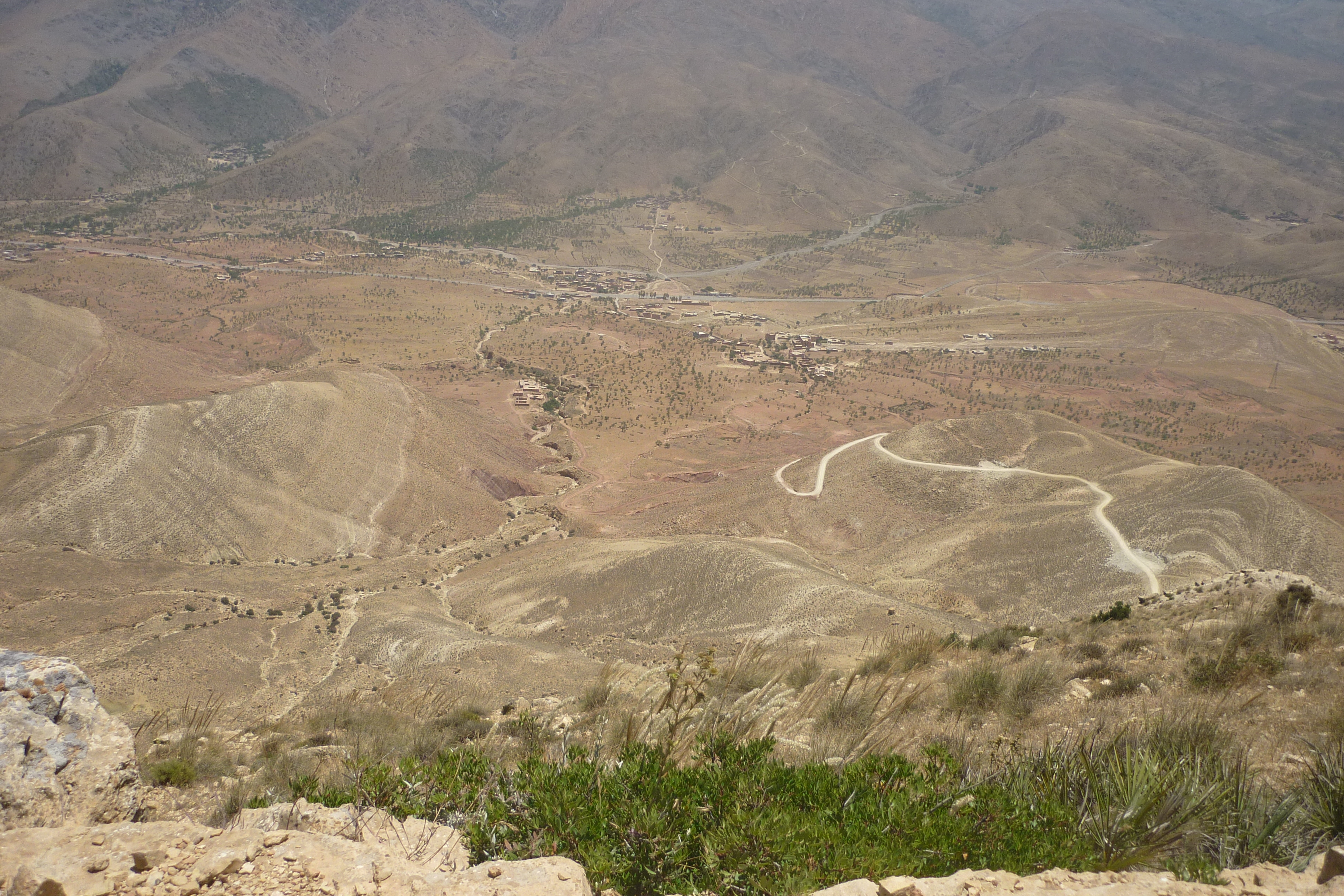

31°32′N 8°46′W / 31.533°N 8.767°W
希沙瓦省（阿拉伯语：‎）是摩洛哥的省份，位於該國西北部，由馬拉喀什-薩菲大區負責管轄，首府設於希沙瓦，面積6,872平方公里，2004年人口339,818，人口密度每平方公里49人。